# 코스타스 카라만리스

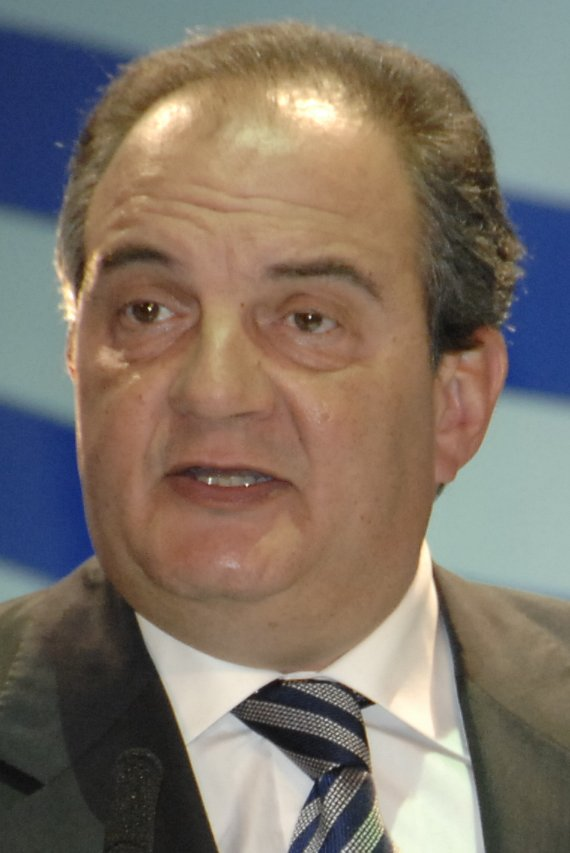
코스타스 카라만리스

콘스탄티노스 알렉산드루 카라만리스(그리스어: Κωνσταντίνος Αλεξάνδρου Καραμανλής, 1956년 9월 14일 ~ )은 그리스의 정치인이다. 2004년부터 2009년 사이 총리로 재직했다.
아테네에서 태어났다. 대통령과 총리를 지낸 콘스탄티노스 카라만리스의 조카이다. 아테네 대학교에서 법학을 전공한 후, 미국 터프츠 대학교의 플레처 스쿨에서 국제정치학과 외교학 석박사 학위를 취득했다. 백부인 콘스탄티노스 카라만리스가 이끄는 신민주주의당의 청년 조직에서 활동했다.
1989년 국회의원에 당선되었고, 1996년 신민주주의당의 총선 패배 후 그 다음해인 1997년에 신민주주의당 당수로 지명되었다. 코스타스 카라만리스는 신민주주의당 역사상 가장 나이가 어린 당수이다. 2000년 총선에서 근소한 차로 범그리스 사회주의 운동 당보다 적은 의석을 확보하여 정권 탈환에 실패했으나, 2004년 총선에서 과반 의석을 확보, 총선을 승리로 이끌어 총리 자리에 올랐다.
그의 총리직 수행은 수많은 논란과 사건신고를 일으켰고 많은 사람들로부터 비판을 받았다. 2007년 여름, 그리스를 강타한 산불에 대한 안일하고 부적절한 대처로 비판받았다. 조기 총선을 실시했으며, 신민주주의당의 의석수는 크게 줄어들었으나 신민주주의당에 우호적인 야당인 범그리스 사회주의 운동과 연합하여 과반수를 유지해 총리직 사퇴를 피했다. 그러나 그리스는 신민주주의당이 일으킨 거대한 부패 스캔들로 오염되었으며, 경제 사정도 악화되어 그에 대한 비판이 증폭되었다. 그리고 경찰 폭력 진압으로 촉발된 대규모 반정부 시위로 그의 정권은 사상 최대의 위기를 맞았다.
2009년 들어서도 정국 혼란이 계속되었고, 여름철에 또다시 대형 산불이 발생했으나, 이전처럼 부적절한 대처로 인해 신민주주의에 대한 비판이 계속되고 야당들은 조기 총선 실시를 요구했다. 이에 따라 2009년 10월, 다시 조기 총선을 실시했으며, 그가 이끄는 신민주주의당은 범그리스 사회주의 운동에 패했다. 곧바로 범그리스 사회주의 운동의 요르요스 파판드레우가 새 정부를 구성하여 10월 6일, 총리 자리에서 물러났다.